# Janice Murphy
Janice Murphy, née le 20 février 1947 à Sydney et morte le 30 avril 2018, est une nageuse australienne.

## Palmarès

### Jeux olympiques d'été
- Jeux olympiques d'été de 1964 de Tokyo
  -  Médaille d'argent sur 4 × 100 m nage libre[2]